# Kaczka (lotnictwo)

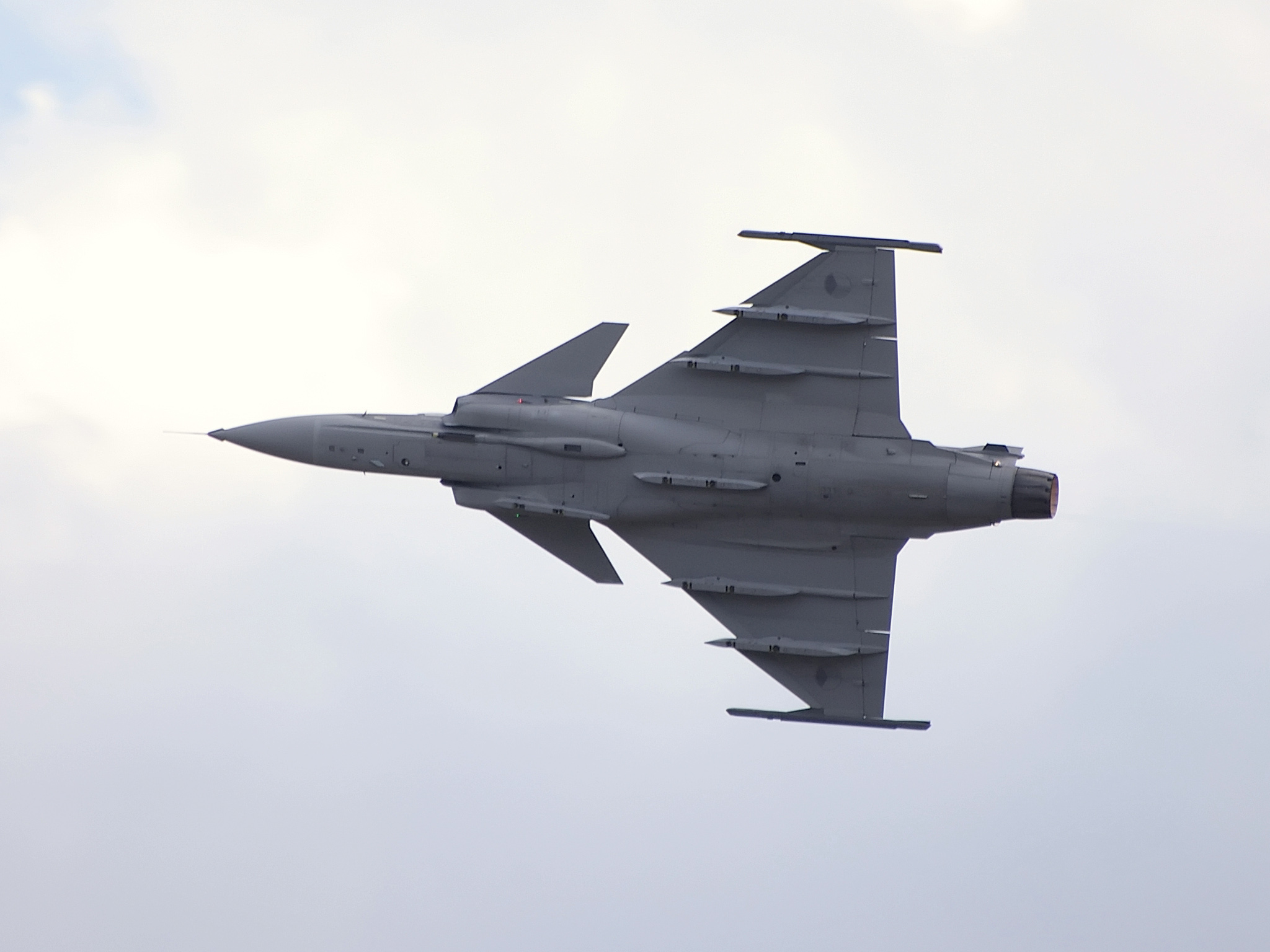
JAS 39 widziany od dołu – dobrze widoczne powierzchnie nośne w układzie kaczki

Kaczka – układ konstrukcyjny statku powietrznego (samolotu lub szybowca), w którym ster wysokości (zwany canardem) znajduje się w części dziobowej przed skrzydłami. Samolot w układzie kaczki najczęściej wyposażony jest w śmigło pchające w części ogonowej lub napęd odrzutowy.
Układ kaczki był stosowany już w najwcześniejszych konstrukcjach, np. w samolocie braci Wright Flyer I i samolocie Santos-Dumonta No.14 bis oraz w pierwszym wodnosamolocie pływakowym Canard. W okresie międzywojennym był rzadziej stosowany (Focke-Wulf F19, Curtiss-Wright XP-55 Ascender). Obecnie jest stosowany coraz częściej. Jednym z pierwszych nowoczesnych samolotów produkowanych seryjnie w takim układzie był Saab JA-37 Viggen. Później układ stosowano m.in. w samolotach odrzutowych Dassault Rafale, Eurofighter Typhoon i wielu konstrukcjach Burta Rutana.
Taka konfiguracja samolotu zwiększa siłę nośną, dzięki dodatkowemu, dodatniemu jej składnikowi pochodzącemu od usterzenia wysokości. W samolotach myśliwskich przednie usterzenie często pełni także rolę wytwornicy wirów, analogicznie jak w przypadku skrzydła pasmowego. Takie samoloty są trudne w pilotażu, zwłaszcza przy większych prędkościach, dlatego stosuje się w nich najczęściej sterowanie typu fly-by-wire.
W latach powojennych w Polsce zbudowano i oblatano (marzec 1949 r.) szybowiec IS-5 Kaczka.